# 波洛普
波洛普，是西班牙巴伦西亚自治区阿利坎特省的一个市镇。总面积23km2，总人口2300人（2001年），人口密度100人/km2。